# Borås HC
Le Borås HC est un club de hockey sur glace de Borås en Suède. Il évolue en Allsvenskan, second échelon suédois.

## Historique
Le club est créé en 1969. En 2007, il est promu en Allsvenskan.

## Palmarès
- Vainqueur de Division 1: 2007.